# Arianna Rusca
Arianna Rusca (Genova, 8 gennaio 1981) è una ginnasta italiana.

## Carriera
Ha partecipato con la nazionale di ginnastica ritmica dell'Italia al concorso a squadre alle Olimpiadi di Sydney 2000, in cui l'Italia si classificò al sesto posto.

## Palmarès
| Anno | Manifestazione  | Sede   | Evento                                  | Risultato | Prestazione | Note |
| ---- | --------------- | ------ | --------------------------------------- | --------- | ----------- | ---- |
| 2000 | Giochi olimpici | Sydney | Ginnastica ritmica - concorso a squadre | 6ª        | 38,483      |      |